# She's Out of My Life
Singles de Michael Jackson
 Off the Wall
(1980)  Girlfriend
(1980)
Pistes de Off the Wall
Girlfriend (6) I Can't Help It (8)
She's Out of My Life est une chanson de Michael Jackson écrite et composée par Tom Bahler. Extraite de l'album Off the Wall (1979), elle est sortie en single en avril 1980.

## Composition
Selon une rumeur, démentie par l'intéressé, cette ballade avait été écrite par Tom Bahler après que Karen Carpenter s'était séparée de lui en découvrant qu'il avait eu un enfant avec une autre femme :

« En fait, j'avais déjà écrit cette chanson avant même d'entamer ma liaison avec Karen. Cette chanson parlait plutôt de Rhonda Rivera, qui a par la suite épousé mon ami John Davidson. Rhonda et moi étions ensemble depuis deux ans, et ce n'est qu'après notre séparation que j'ai commencé à sortir avec Karen. »

## Sortie
Si She's Out of My Life sort avec Get on the Floor en face B aux États-Unis, c'est Push Me Away (interprétée avec les Jacksons) qui est choisi pour le Royaume-Uni.

## Réception
She's Out of My Life se classe no 10 au Billboard Hot 100.

## Musiciens
Pour les instrumentalistes, Quincy Jones a fait appel à Larry Carlton pour la guitare, Greg Phillinganes pour jouer du piano électrique, Louis Johnson pour la basse et Gerald Vinci pour le violon. Les arrangements ont été effectués par Johnny Mandel.

## Clip
La chanson a fait l'objet d'un clip montrant Michael chantant, assis sur un tabouret.

### SingleShe's Out of My Life
Audio (CD)
1. She's Out of My Life – 3:38

Vidéoclip (DVD)
1. She's Out of My Life (Official Upscaled Video) – 3:36

## Reprises
Enregistrée en anglais (sauf mentions contraires) par :
- 98 Degrees
- Shirley Bassey, sous le titre He's Out of My Life
- Johnny Duncan en duo avec Janie Fricke
- Ginuwine
- Nina Girado
- Josh Groban
- Willie Nelson
- Elaine Paige